# Torre della Tonnara dell'Ursa
La torre della tonnara dell'Ursa, detta anche tonnara dell'Orsa, è una torre di difesa costiera sita nel territorio tra Carini e Cinisi, che faceva parte del sistema di Torri costiere della Sicilia  quale sistema difensivo di avvistamento di naviglio saraceno. Infatti le coste mediterranee erano tormentate dai corsari barbareschi e dai corsari ottomani. Successivamente la torre veniva utilizzata per l'avvistamento dei branchi di tonno per l'annessa tonnara.

## Toponimo e localizzazione geografica
Il toponimo potrebbe essere una corruzione in siciliano del toponimo arabo “marsah”¸ che significa porto. Infatti è toponimo piuttosto ricorrente in Sicilia e l'esempio più noto è Marsala, “il porto di Allah”, ovvero,  non essendo evidenti “in situ” rovine di un porto, e visti i bassi fondali,  potrebbe derivare dal toponimo arabo “ìrsa” che significa più semplicemente, ancoraggio, attracco.
La torre si erge nella località di Fondo Orsa che si trova sulla punta estrema di una penisoletta bassa e rocciosa che verso est forma un'ansa con una piccola baia dal basso fondale, in provincia di Palermo ricadendo nel territorio comunale di Cinisi.
La tonnara e la torre sono raggiungibili seguendo una stradetta di servizio poco dopo lo svincolo Marina di Cinisi dell'autostrada Palermo – Mazara del Vallo, ovvero seguendo la diramazione per Punta Raisi in direzione Aeroporto Falcone e Borsellino all'altezza dello svincolo di Villagrazia di Carini.
Non è in funzione, sin dal momento della sua virtuale inaugurazione,  la fermata “Tonnara dell'Orsa”,  della metropolitana Palermo – Aeroporto,  benché essa sia perfettamente completa e funzionale. La strada interna che una volta collegava la torre con Cinisi,  ora si interrompe proprio all'altezza del posteggio auto al servizio della stazione della metropolitana.
Proseguendo a piedi si può utilizzare un sottopassaggio pedonale al disotto dell'autostrada e raggiungere la torre (attenzione: d'inverno è spesso allagato).
Tutto il complesso è di proprietà del Comune di Cinisi, che ne ha concesso provvisoriamente alcuni ambienti alla sezione locale di Legambiente che può essere contattata per una eventuale visita guidata.

## Storia
Nel 1569 per disposizione dell'Abbazia di San Martino fu costruita la torre, e il complesso della tonnara divenne un baglio fortificato con due o tre dammusi: “… turram unam idamusatam cum duobus vel tribus dammusis...”.
Nel 1578 l'architetto reale Tiburzio Spannocchi nel corso della sua ricognizione la trovò del tutto compiuta e suggerisce che si faccia “guardia continua”.
Suggerimento ripreso nel 1584 da Camillo Camilliani e sempre nel 1584 la Deputazione del Regno di Sicilia decise di includerla tra quelle da essa amministrata,  per garantire meglio la gestione militare.
Nel 1714 si cita che la torre era a guardia di un piccolo porto in cui un piccolo naviglio, del tipo feluca, imbarcava formaggi e derrate agricole.
Nel 1804 la torre è citata in quanto i torrari risultano nella contabilità della Deputazione del Regno,   in numero di due con tre cannoni e due fucili a schioppo con un salario di 17 onze l'anno. I cannoni erano sicuramente quelli poi citati dal Mangiapane che testualmente riporta: "… ub cinquant'anni addietro (nel 1863 circa ?) vi si vedevano ancora quattro cannoni. Uno di questi portava l'iscrizione: Magister Ioannes de Balo me fecit 1576. In un altro di detti pezzi, sotto l'effigie di San Benedetto vi era il motto: A vice tronitrui tui formidabunt 1618.".

### La tonnara
Il complesso della tonnara, nel 1401,  era proprietà dell'abbazia di San Martino delle Scale, che contestualmente era in possesso dell'intero feudo di Cinisi e della vicina Favarotta, alias attuale Terrasini:
“…casale quoque Cinisi, Tynnarium Ursae, suis cum attinentiis nostro Gregoriano S. Martini Monasterio…”.
Il Mangiapane, cita che nel 1344 un privilegio reale autorizzava l'Abbazia a “calare la tonnara” in contrada Fondo dell'Ursa, mentre ancora nel 1491 la Tonnara e una taverna che in essa insisteva erano date in affitto a un palermitano,  certo Mattheo de la Chimia per un canone di 10 onze.
Nel 1808 la tonnara era tenuta da un concessionario,  certo Faro Saputo, mentre la funzione militare era sempre intestata alla Deputazione del Regno di Sicilia, tant'è che dal suo archivio risulta che nel 1811 la torre svolse efficacemente la sua funzione difendendo un naviglio americano, mentre i torrari di Torre Pozzillo furono denunciati e arrestati per non avere difeso una imbarcazione degli USA. Infatti dopo le Guerre barbaresche, (Prima guerra barbaresca (1801-1805) e Seconda guerra barbaresca (1815 -1816) ), gli USA avevano concluso un trattato per il pagamento di tributi agli stati del Nord Africa, pratica che fu poi abbandonata dopo la seconda promossa dal presidente USA,  Madison, (1815, 24 settembre 1816), e che di fatto segnò l'inizio della fine della pirateria nel Mediterraneo. E indebolendo gli stati “barbareschi” li rese facile preda del colonialismo francese, spagnolo e italiano.
Nel 1860 mentre la tonnara restava in proprietà del Comune di Cinisi, la torre passò al demanio militare e nel 1867 era ricompresa nell'elenco delle torri da dismettere.
Ancora nel 1902 il concessionario della tonnara era certo Giuseppe Serughetti e nel 1907 certi Marsano e Tabl, ma la torre ormai non era più utilizzata.
Il complesso a poco a poco andò in rovina e solo durante la seconda guerra mondiale fu ripristinato per le esigenze della difesa costiera e antiaerea. L'edificio della tonnara fu requisito e adibito a caserma della piccola guarnigione, tant'è che il tenente della riserva Natale Leto, lodando i vasti ambienti, vi alloggiava con la moglie, Mary Vella. Sul tetto della torre, che fu pesantemente sovradimensionato e risistemato in cemento armato, furono piazzate delle mitragliatrici antiaeree, mentre un bunker fu edificato negli immediatissimi pressi (tuttora esistente e ormai ridotto a latrina abusiva).
Nel dopoguerra il complesso fu abbandonato e dopo decenni di occupazione più o meno lecita, dal 1990 al 1992 la torre,  e tutto il complesso della tonnara, furono restaurati ad opera dell'architetto, Pietro Giannola da Cinisi, con un intervento promosso dalla Soprintendenza di Palermo.
Dopo la sollecitazione fatta con la tappa di Salvalarte Sicilia del 2 maggio 2004, si sperava che si avviasse un percorso per utilizzare in termini di risorsa culturale con un progetto proposto dall'Associazione Mare Vivo che avrebbe dovuto ospitare un polo tecnico di studio dell'ambiente marino, visto che anche nel tratto prospiciente presenta il raro fenomeno biologico del  “trottoir” a vermeti. Ma l'iniziativa è fallita.
La proposta poi, avanzata da alcuni studiosi in occasione di un convegno nell'ambito della manifestazione Salva l'Arte Sicilia nel luglio del 2006, promossa da Legambiente, di farne un museo delle Torri Costiere della Sicilia,  è caduta nel nulla per carenza di finanziamenti ed interesse da parte degli Enti deputati.
Il Comune di Cinisi in attesa di future destinazioni l'ha concessa in affitto ad una cooperativa che l'ha adibita a sala ricevimenti.

## Torri in collegamento visivo
Era in collegamento con la Torre Pozzillo e la Torre di Isola delle Femmine detta di dentro (terraferma), a est, e con la Torre Mulinazzo a ovest.

## Architettura e aspetto attuale
L'ingresso alla torre avviene attraverso un arco ogivale, l'ingresso principale al baglio della tonnara, che si presenta a pianta quadrata, con un cortile interno cinto fra spesse mura.
Nell'angolo destro,  vicino al mare, chiude la cinta muraria la torre, che si presenta a due elevazioni a pianta quadrata sostenuta agli angoli da costoloni in pietra dura che s'interrompono all'altezza del marcapiano.
A sinistra della torre si trova il "rivellino", anch'esso a pianta quadrata, dal quale si controllavano i movimenti nell'entroterra, con camminamento, feritoie e caditoie, quasi un vero e proprio torrino.
Il sistema di raccolta delle acque, con pozzo e cisterna, era indipendente rispetto a quello della torre.
La torre si presenta con un impianto planimetrico quadrato, di circa metri 10,50 per lato, e con muri spessi dai 2 ai 3 metri.
L'ambiente di piano terra si presenta con volta a botte, e verosimilmente era usata ab inizio come cisterna, per come attestano Mazzarella e Zanca che nel 1985 vi rinvennero una botola murata.
L'ingresso ora avviene dal baglio tramite una porta che si apre al primo piano, vano quadrato di circa 6 metri di lato, con una passerella in ferro che lo ricongiunge con il cammino di ronda posto sulle mura perimetriche.
Mentre la porta che dà sull'esterno, lato est,  era utilizzata in caso di necessità essendo servita da una scala retrattile di legno. La porta esterna è affiancata da una feritoia obliqua che serviva al controllo del suo accesso. Il lato nord-est, che dà verso il mare aperto, presenta anch'esso due feritoie oblique.
Per raggiungere il tetto esiste una scaletta in pietra incassata nei muri esterni, il parapetto della terrazza è quasi tutto ribassato, e sul lato nord-ovest è interrotto ove insistono due “troniere”.